# Carinthia VII
M/Y Carinthia VII är en superyacht tillverkad av Lürssen i Tyskland. På slutet av 1990-talet blev den österrikiska miljardären och konstsamlaren Heidi Horten varse om superyachten Limitless, som hade likheter med Hortens make Helmut Hortens gamla yacht Carinthia VI, vilket gjorde att hon själv ville ha en ny som var både större och bättre än Limitless. Hon kontaktade Lürssen om att bygga en sådan till henne. Den blev sjösatt och levererad till Horten 2002.
Superyachten sattes upp till försäljning i april 2022. Den 12 juni avled Heidi Horten medan Carinthia VII såldes till nya ägare i september. Den nya ägaren är ej namngiven men är själv en konstsamlare. I oktober skickade ägaren superyachten till Blohm + Voss i Hamburg i Tyskland för att genomgå en totalrenovering.
Hon designades både exteriört och interiört  av Tim Heywood Design. Den är 97,2 meter lång och har en kapacitet på tolv passagerare fördelat på åtta hytter. Superyachten har också en besättning på 30 besättningsmän.